# Kuća u Omišu s natpisom nekadašnje mletačke kancelarije
Kuća s natpisom nekadašnje mletačke kancelarije nalazi se u Omišu, na adresi Knezova Kačića 1.

## Opis
Kuća bez stilskih odlika izgrađena u 19.st. uz crkvu sv. Duha. Prilikom gradnje na pročelja su ugrađeni natpisi iz 16. i 17.st. koji su se nalazili na općinskim zgradama koje su prema povijesnim izvorima bile smještene pored crkve sv. Duha. Na istočnoj fasadi nalazi se ploča duguljastog oblika s otučenim natpisom u sedam redova a u zadnjem redu piše godina MDCXXXX. Ispod prozora 1. kata uzidan je omiški grb s križem i žezlom u krugu. Do grba se nalazi ploča s krilaticom BONUM DE MERO BONO (Dobro nam dolazi iz čistoga dobra),stiliriziranim cvijetom i godinom MDXCIIII (1594.). Po sredini pročelja u donjem dijelu je ploča s profiliranim rubom, s natpisom u kojem se spominje omiška sudnica iz 1670. – 1672.g.

## Zaštita
Pod oznakom Z-5475 zavedena je kao nepokretno kulturno dobro - pojedinačno, pravna statusa zaštićena kulturnog dobra, klasificirano kao "javne građevine".

## Vanjske poveznice
|  | Zajednički poslužitelj ima još gradiva o temi Kuća u Omišu s natpisom nekadašnje mletačke kancelarije |